# Rubéole
 Mise en garde médicale

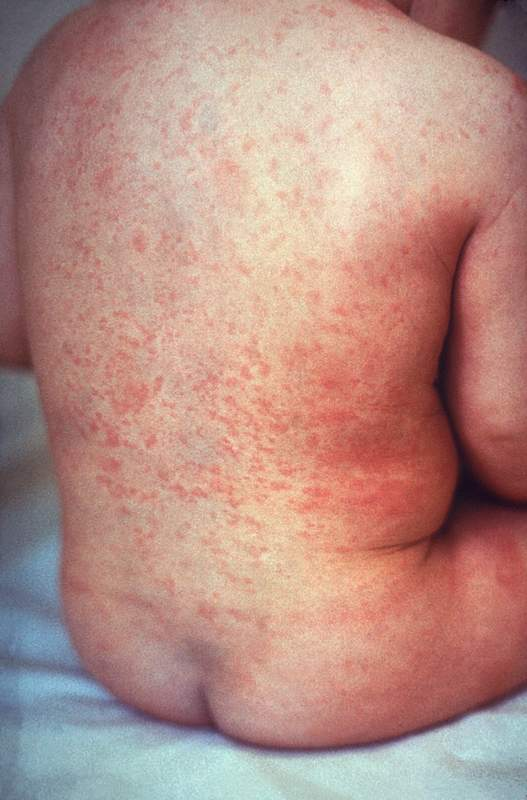
Exanthème maculeux non prurigineux qui débute à la face et s'étend à tout le corps en quelques heures, d'abord morbilliforme, puis scarlatiniforme, prédominant à la face, aux régions lombaires et fessières et disparaissant en trois à quatre jours.

La rubéole (ou troisième maladie) est une maladie virale épidémique, d'incubation voisine de 13 à 20 jours. C'est une maladie généralement bénigne qui touche essentiellement les enfants mais qui peut provoquer de graves malformations congénitales lorsque les femmes sont infectées au début de leur grossesse. Le nom de « troisième maladie » provient du fait que, à l'époque où l'on a voulu établir une liste des maladies provoquant un exanthème infantile, elle a été la troisième à être énumérée.

## Historique

### Distinction clinique
La rubéole est longtemps restée indistincte au sein des fièvres éruptives contagieuses. Des auteurs arabes médiévaux auraient distingué une forme atténuée de rougeole, mais la première description clinique très probable de rubéole est attribuée à un médecin allemand, Daniel Sennert en 1619, qui lui donne le nom de rötheln. Cet auteur inaugure toute une série de médecins allemands qui cherchent à individualiser la rubéole durant le XVIIIe siècle, dont  Bergen (1752) et Orlow (1758). 
En 1815, le britannique William George Maton décrit une maladie bénigne ressemblant à la scarlatine. Durant la première moitié du 19e siècle, l'Allemagne connait une grande épidémie de rubéole, appelée rothein.
Les Anglais appellent encore parfois cette maladie German measles (rougeole allemande) pour l'opposer à la « vraie » rougeole ou English measles.
En 1866, Henry Veale, médecin écossais servant aux Indes, publie une série de 30 cas en proposant le terme de rubella (diminutif de rouge en latin) « plus court à écrire et plus facile à prononcer » que les termes German measles ou rothein.
Lors d'un Congrès international de médecine, tenu à Londres en 1881, un consensus majoritaire se dégage pour reconnaitre la rubéole comme entité indépendante. À cette occasion, l'anglais William Squire déclare qu'il a fallu du temps pour distinguer la variole de la rougeole, la scarlatine de la rougeole, et qu'il en faudra aussi pour reconnaitre unanimement que la rubéole n'est ni une forme de scarlatine, ni une forme de rougeole.
En France, le terme rubéole finit par s'imposer sur ceux de roséole épidémique, ou de rubelle ; les Allemands l'appellent Rötheln ou Rubeolen ; les Anglais German measles ou rubella ; les Italiens  rosolia, rosolio ou rosalia ; les Espagnols rubeola ou alfombrilla.

### Études virologiques
En 1914, Hence est le premier à postuler une origine virale à la rubéole, alors que plusieurs auteurs de cette période annoncent la découverte de bactéries, travaux qui resteront non confirmés.
En 1938, Hiro et Tasaka démontrent que la rubéole est transmissible et due à un virus.
En 1961-1962, deux équipes américaines isolent le virus de façon indépendante : l'une à Boston (Harvard), l'autre à Washington (Walter Reed). La première, celle de Thomas Weller, détecte le virus à partir de cultures cellulaires utilisant des cellules amniotiques, mais le procédé est trop long. La seconde, celle de Paul Parkman, utilise des cellules de reins de singe. En 1966, Parkman obtient une première souche atténuée de virus rubéolique.
En 1967 un test sérologique diagnostic est mis au point, et en 1969, le premier vaccin vivant atténué est utilisé aux États-Unis.

### Rubéole congénitale
Jusqu'à la deuxième Guerre Mondiale, la rubéole a été considérée comme une maladie le plus souvent bénigne, sans conséquence pour l'enfant ou l'adulte.
En 1939, lors de l'entrée en guerre de l'Australie, le regroupement des jeunes recrues crée les conditions d'une vaste épidémie de rubéole qui se transmet à leurs jeunes femmes. En 1940, Norman Gregg (en) (1891-1966) chirurgien oculaire, voit arriver à son cabinet un nombre inhabituel de cataractes congénitales du nouveau-né ; il découvre que leurs mères ont eu la rubéole durant leur premier trimestre de grossesse. Il publie ces constatations en 1941, en décrivant un syndrome congénital associant cataracte et diverses autres  anomalies (cardiaques, cérébrales, oreille interne),, connu aussi sous le nom de syndrome de Gregg.
Sa découverte reste méconnue ou accueillie avec scepticisme, car on ne pensait pas qu'une maladie aussi bénigne puisse provoquer des malformations aussi graves ; mais d'autres auteurs américains, suédois et britanniques confirment les observations de Gregg, et leur importance est mondialement reconnue en 1947 (parution d'un article dans le New England Journal of Medicine).
En 1962-1963, une pandémie de rubéole démarre en Europe et s'étend aux États-Unis en 1964-1965, où elle prend des dimensions dramatiques avec plus de 20 000 cas de rubéole congénitale, dont des milliers de mort fœtale ou d'enfants nés sourds, aveugles ou retardés mentaux,. Cette pandémie a été l'occasion  de compléter le syndrome initial décrit par Gregg, et aussi d'accélérer la mise au point d'un vaccin.
Pour les différentes stratégies vaccinales mises en œuvre de 1970 à 2000 dans différents pays, et leurs conséquences, voir la section Prévention.

## Structure du virus

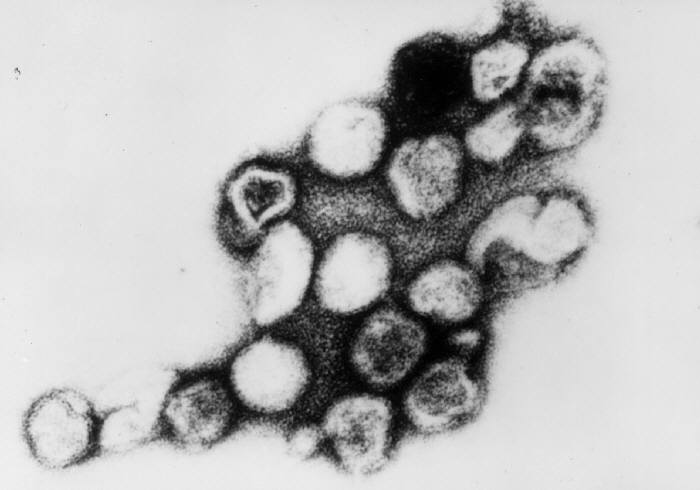
Virus de la rubéole au microscope électronique en transmission.

L'agent pathogène est un virus de la famille des Matonaviridae, unique représentant du genre rubivirus. Sa taille varie entre 60 et 70 nm.
Il possède un ARN monocaténaire messager non segmenté, de polarité positif, d'une dizaine de kilo-bases, à réplication cytoplasmique et peu lytique, même s'il est capable de cassures chromosomiques. Il s'entoure d'une capside icosaédrique de 30  à   35 nm et d'une enveloppe, membrane bicouche lipidique pourvue de spicules de 6  à   8 nm dont les glycoprotéines, : 
- de type E1 impliqué dans la fixation du virus à la surface des globules rouges et dans l'initiation à l’infection (absorption et fixation sur des récepteurs cellulaires) ;
- de type E2 de rôle incertain.

Il est stable génétiquement : on ne trouve que peu de variations entre les différentes souches connues. On distingue 13 génotypes répartis en 2 clades, dont plusieurs sont localisés géographiquement, ce qui permet de distinguer des cas importés. Ces variations n'affectent pas la structure antigénique, il n'existe donc qu'un seul sérotype de virus de la rubéole, ce qui facilite l’efficacité vaccinale, ainsi que la mise au point de test sérologiques très sensibles et très spécifiques.
C'est un virus strictement humain. L'homme est son hôte naturel, toutefois il peut infecter expérimentalement certains animaux ou cellules animales (singe, souris, lapin furet). Cependant, on ne peut reproduire de façon cohérente chez l'animal, les malformations congénitales observées chez l'homme.

## Épidémiologie

### Modalités
Le virus, enveloppé, est relativement fragile dans le milieu extérieur, d'où une transmission par contacts rapprochés ou répétés, majoritairement par voie respiratoire via des micro-gouttelettes en suspension (postillons, éternuements), plus rarement par contact direct entre muqueuses ou par exposition au sang.
La rubéole est une maladie endémique qui survient toute l'année avec toutefois une prédominance pour la fin de l'hiver et pour le printemps dans les zones tempérées. On observe des pics épidémiques tous les 5 à 9 ans, cependant l'étendue et la périodicité de ces épidémies sont très variables.
À l'époque pré-vaccinale, 60 % des cas de rubéole survenaient chez les enfants de moins de 10 ans, et 23 % chez les plus de 15 ans. Dans les pays insulaires, et les régions relativement moins peuplées, l'âge moyen de la rubéole est plus élevé, et une plus grande proportion d'enfant arrivent à l'âge de la puberté en n'ayant jamais rencontré la maladie (séro-négatifs). Dans ces circonstances, des épidémies peuvent survenir lors de rassemblement de sujets jeunes (écoles, collèges, camps militaires…). Les femmes enceintes au contact de ces populations sont plus à risques (personnel enseignant, personnel militaire ou compagnes de jeunes militaires).
Le temps moyen d'incubation est de 16-18 jours (extrêmes 12-23 jours). La période de contagiosité (excrétion de virus par le sujet) est maximale de une semaine avant à une semaine après le début de l'éruption, mais peut se poursuivre jusqu'à deux semaines après l'éruption. Les nourrissons atteints de rubéole congénitale restent contagieux 6 mois à plus d'un an après la naissance, excrétant les virus dans la gorge et leurs urines.
Le nombre de reproduction de la rubéole (calcul du nombre moyen d'individus qu'une personne infectée peut contaminer tant qu'elle sera contagieuse) dans une population non-immunisée est de l'ordre de 3 à 12. Pour comparaison celui de la grippe est de 2 à 3, et celui de la rougeole de l'ordre de 15 à 20.
Il est donc très difficile, voire impossible d'éviter la contamination d'une femme enceinte non immunisée lors d'un éventuel contact.

### Dans le monde
L'OMS tablait sur une élimination de la rubéole en 2010 en Amérique et en 2015 en Europe, l'objectif d'élimination étant moins de un cas de rubéole congénitale pour cent mille naissances vivantes. Ce résultat, sur au moins une période de 12 mois, définit une interruption de la transmission dans le pays ou la région OMS. Cette élimination est dite vérifiée lorsqu'elle se maintient 36 mois sous contrôle d'une commission indépendante. Cet objectif est désormais fixé à l'horizon 2030 dans au moins cinq des six régions de l'OMS.
En Amérique, des campagnes de vaccination ont permis d'interrompre la transmission de la rubéole — et aussi la rougeole — sur tout le continent, le dernier cas endémique étant survenu en Argentine en février 2009. L'élimination de la rubéole et du syndrome de rubéole congénitale aux Amériques a été déclarée officiellement en avril 2015, faisant de ces maladies les 3e et 4e à être éliminées des Amériques après la variole (1971) et la poliomyélite (1994). Cependant quelques cas sporadiques de rubéole importée sont toujours signalés, le virus continuant de circuler dans d'autres régions du monde.
En 2022, 90 % des pays (175 sur 194 pays membres de l'OMS) ont le vaccin contre la rubéole dans leur calendrier vaccinal. 68 % des nourrissons dans le monde sont vaccinés contre la rubéole. L'élimination de la rubéole est vérifiée pour 98 pays : 35 sur 35 (100 %) aux Amériques, 50 sur 53 (94 %) en Europe, 4 sur 11 (36 %) en Asie du Sud-Est, 5 sur 27 (19 %) dans le Pacifique, 4 sur 21 (19 %) en Méditerranée Orientale et zéro pays sur 47 en Afrique,. 
Le nombre de cas notifiés de rubéole en 2022 est de 17 402 contre 93 816 en 2012. En ce qui concerne la rubéole congénitale, 1527 cas ont été notifiés en 2022 contre 307 en 2012 ; ce qui s'explique principalement par le fait que des pays très peuplés (Inde, Indonésie, Pakistan…) n'ont commencé leur système de surveillance et de déclaration de rubéole congénitale qu'à partir de 2012. Les cas de rubéole congénitale restent sous-estimés car de nombreux pays n'ont pas encore de surveillance dédiée.
La plupart des cas de rubéole surviennent dans les pays où la couverture vaccinale contre la rubéole est la plus basse : en Afrique et en Asie. La Chine notifie ses cas de rubéole depuis 2004, elle totalisait 96 % des cas de rubéole dans le monde en 2009.
L'écart de l'accès au vaccin entre pays à haut et bas revenus se réduit mais 25 millions de nourrissons dans le monde ne sont pas vaccinés chaque année. Le fait que l'élimination de la rubéole a été vérifiée dans près de 25% des pays à revenu intermédiaire de la tranche inférieure, montre que l'élimination peut réussir dans des contextes socioéconomiques défavorables. Ces pays ne signalent pas de reprise de transmission endémique, ce qui indiquerait une efficacité élevée et de longue durée du vaccin.

### En Europe
Grâce à la politique de vaccination, la maladie devient de plus en plus rare en Europe. Selon les données de surveillance, l'incidence globale (rubéole non congénitale) a chuté de 35 pour 100 000 en 2000 à moins de 10 en 2008. En 2015, pour 24 pays de l'Union Européenne, le seuil d'élimination a été atteint, et 15 pays n'ont signalé aucun cas. La rubéole congénitale est considérée comme éliminée au Royaume-Uni. Plus de 90 % des cas européens (rubéole non congénitale) surviennent en Pologne. Toutefois ces données sont peu fiables dans l'absolu (différences entre les systèmes de surveillance, diagnostic clinique non confirmé biologiquement, etc.), mais elles restent utiles pour évaluer les tendances.

### En France
La rubéole n'était plus une maladie à déclaration obligatoire. Elle redevient maladie à déclaration obligatoire en 2018. La rubéole congénitale et les infections rubéoleuses de la femme enceintes sont surveillées depuis 1976 par un réseau de laboratoires de virologie, le Renarub (REseau NAtional RUBéole). Le service de santé des armées a son propre système de surveillance de la rubéole en milieu militaire. Depuis 1978, l'examen systématique de l'immunité des femmes enceintes vis-à-vis de la rubéole est obligatoire.
Le nombre d'infections rubéoleuses durant la grossesse recensées par le réseau a diminué de 80 % entre 2001 (39 cas) et 2006 (7 cas). Il reste stable avec moins de 10 cas annuels, soit moins de 2 infections maternelles pour 100 000 naissances vivantes (0,77 en 2014).
Depuis 2006, le nombre total annuel des grossesses interrompues est égal ou inférieur à 3, comme celui des nouveau-nés atteints de malformations. Celui des infectés congénitaux (mais sans malformation à la naissance) est inférieur ou égal à 5 (données actualisées au 18 février 2016).
Le niveau de réceptivité au virus (sujet non immunisé) a été estimé en métropole à 3,1 % chez les femmes de 18 à 32 ans, et de 7,8 % chez les hommes. Ces données sont hétérogènes selon les départements (différences de couverture vaccinale). La moitié des infections maternelles en 2014 ont concerné des femmes nées dans des pays sans vaccination contre la rubéole.
Ces résultats montrent une persistance de la circulation du virus en France, à un niveau faible et résiduel, mais non conforme à l'objectif d'élimination de la rubéole.

## Diagnostic

### Manifestations cliniques
Après inhalation, le virus se multiplie dans la muqueuse respiratoire pour gagner les ganglions cervicaux puis passer dans le sang (virémie).
Après une période d'incubation de 2 à 3 semaines apparaît une fièvre modérée avec céphalées (maux de tête), pharyngite, adénopathie cervicale, conjonctivite. L'éruption apparaît en 48 h : exanthème maculeux non prurigineux qui débute à la face et s'étend à tout le corps en quelques heures, d'abord morbilliforme, puis scarlatiniforme. Elle prédomine à la face, aux régions lombaires et fessières et disparaît en 3 à 4 jours.
Plus d'une fois sur deux, l'infection est asymptomatique, ou très atténuée. Des éruptions analogues s'observent au cours de nombreuses infections virales, de la toxoplasmose ou de réaction allergique, d'où le manque de fiabilité du seul examen clinique. Toutefois, chez une femme enceinte, une telle éruption doit être considérée comme rubéoleuse jusqu'à la preuve du contraire.
Les complications de la rubéole post-natale sont rares. Les plus communes sont des douleurs articulaires durant généralement 3 à 4 jours, mais pouvant parfois persister plus d'un mois. Une thrombopénie (chute des plaquettes) peut survenir, avec un purpura. Plus rarement, il peut y avoir une encéphalite (un cas sur dix mille) de pronostic favorable (guérison sans séquelles), mais qui peut être plus fréquente et plus grave dans la région du Pacifique.
Une telle infection avec virémie (passage des virus dans le sang), survenant une première fois, réalise une primo-infection qui laisse une immunité de longue durée. Cette immunité n'empêche pas de possibles ré-infections, mais il s'agit d'infections localisées, sans symptômes, ni virémie, et sans risque de malformation congénitale.

### Diagnostic biologique
L'interprétation de la sérologie diffère suivant le contexte : lorsqu'il est fait lors d'un contage, elle permet d'estimer le risque d'attraper la maladie si le sujet n'a pas été vacciné.
Le taux des immunoglobulines G n'a aucune signification. La présence d'immunoglobuline G est le témoignage d'une infection ancienne immunisante. La présence d'immunoglobuline G et d'immunoglobuline M est aussi le témoignage d'une infection ancienne car les immunoglobulines M n'apparaissent qu'au moment de l'éruption. Ce résultat peut s'expliquer soit  par la persistance d'immunoglobuline M post vaccinable qui peut persister pendant des années ou qui réapparaissent au cours d'une infection par le mécanisme de la stimulation monoclonale non spécifique.
En cas d'éruption, le problème est différent : il s'agit de ne pas prendre une éruption rubéolique pour une réaction allergique. Un antécédent de vaccination contre la rubéole doit être systématiquement recherché ainsi que les résultats d'une sérologie précédente. Les immunoglobulines M apparaissent dès l'éruption, avant les immunoglobulines G, et leur ascension est très rapide atteignant le maximum deux semaines après l'éruption puis le taux descend. Leur absence élimine le diagnostic de rubéole. La présence d'immunoglobuline G avec absence d'immunoglobuline M au moment de l'éruption est le témoignage d'une infection ancienne. Une apparition des immunoglobulines M peut être en rapport avec une stimulation monoclonale non spécifique.
Le diagnostic peut être fait également par la recherche de l'ARN viral par PCR, test plus fiable que le dosage de l'immunoglobuline M en tout début de l'éruption.

## Rubéole congénitale
Bénigne chez l'enfant et l'adulte, la rubéole peut être grave chez la femme enceinte en raison d'un risque d'atteintes fœtales, qui peut provoquer une fausse couche, une mortinaissance ou un syndrome de rubéole congénitale combinant atteintes sensorielles, neurologiques et viscérales.

### Risques de contamination
La contamination est rendue possible lors d'une virémie maternelle qui fait presque toujours à la suite d'une première infection chez une personne non immunisée. Chez les personnes déjà immunisées, hormis de rares cas (immunodéficience, maladies…), la réinfection ne présente pas de risque car elle reste limitée aux voies supérieures respiratoires, le virus ne passant pas dans le sang,. La primo-infection maternelle passe inaperçue dans 50 % des cas.
Le risque de malformations est fonction de la précocité de la contamination lors d'une gestation. Il est maximal lorsque l'infection se produit durant le premier mois de gestation. Il est d'environ 85 % d'incidence entre 5 et 8 semaines, 52 % de 9 à 12 semaines, 16 % entre 13 et 20 semaines. Il est négligeable, voire quasi nul au-delà.
Le syndrome de rubéole congénitale est observé chez 80 % des femmes non immunisées ayant contracté la rubéole durant le premier trimestre de grossesse.

### Pathogénie
En passant dans le sang maternel, le virus infecte le placenta à travers son système vasculaire. L’analyse des placenta lors de grossesse interrompue, montre des zones de nécrose et d'inflammations. Durant cette vascularite, la rubéole se propage à d'autres tissus à la fois directement par les lumières vasculaires, et indirectement par les cellules infectées en circulation,. Si l'infection est suffisamment virulente elle finit par traverser cette barrière naturelle et contamine une partie des cellules fœtales, sporadiquement une pour 1 000 à une pour 100 000 cellules,. Le virus se perpétue par la suite dans la descendance des cellules contaminées. Ainsi plus l'infection sera précoce et plus le nombre de cellules altérées sera important parasitant le processus d’embryogenèse et le développement fœtal. Cette dissémination permet de tenir en échec le système immunitaire. Des tests d’immunofluorescence montrent des foyers de cellules infectées dispersés, compactes à bords discrets. Par ailleurs in vitro, les astrocytes humains, cellules de soutien nutritif du système nerveux central, sont sélectivement et fortement infectés. Les altérations sont de plusieurs types :
- la nécrose non inflammatoire ;
- perturbation des mitoses : ralentissement[34] (inhibition de l’assemblage de l’actine, composant du cytosquelette +  développement des organes), et cassures chromosomiques[35] (mosaïcisme génétique). Le virus de la rubéole peu cytolytique détruit peu les cellules qu'il infecte. Cette particularité lui confère son caractère tératogène (déformations importantes des organes)[36] ;
- processus apoptotiques : destruction programmée des cellules, anomalie de l’organogenèse (tératogénie) ;
- processus auto-immun tardif.

### Malformations
Les symptômes observés peuvent être rangés dans deux catégories : celle des embryopathies quand le virus interfère lors de la formation des organes (embryogenèse), et celle des fœtopathies dues à la persistance de l'infection après la formation des organes. Ces 2 types de maladies s'accumulent bien souvent et les nouveau-nés atteints par la rubéole congénitale restent très contagieux 6 mois à 1 an et demi après leurs naissances.
La rubéole congénitale doit être considérée comme une maladie chronique de longue durée. Ses symptômes apparaissent tardivement avec un caractère évolutif. L'apparition de la maladie se révèle en fait des années plus tard voire des décennies. Le mécanisme biologique sous-jacent n'est pas encore élucidé mais on suppose qu'après une virémie utérine, des réservoirs viraux persistants se réactivent tout au long de la vie du fœtus, générant des affections polymorphes.

#### Embryopathies
- Triade de Gregg : syndrome polyformatif (auditif, cardiaque et oculaire)
- Hypotrophie fœtale[28]
- atteintes hématologiques : purpura thrombopénique, anémie hémolytique, aplasie médullaire
- atteintes pulmonaires : pneumopathie interstitielle
- Lésions nerveuses : cérébrales (microcéphalie, retard mental, troubles du spectre autistique[38], lésions ischémiques), moelle épinière : spina bifida de type aperta[39]
- Lésions cardiaques : cardiopathie, sténose pulmonaire, persistance du canal artériel…

- Lésions auditives : perte de l’ouïe légère, surdité totale unilatérale ou bilatérale[40].
- Lésions oculaires : cataracte, cécité, rétinopathie, perception de lumière unilatérales ou bilatérales.

- Lésions dentaires (hypoplasie, agénésie)
- Lésions génito-urinaires
- Syndactylie

#### Rubéole congénitale évolutive (fœtopathies)
- Hypotrophie
- Purpura thrombopénique
- Anémie hémolytique
- Ictère à bilirubine directe ou mixte (ictère rétentionnel)
- Hépato-splénomégalie : atteintes hépatiques : hépatite néo-natale
- Atteintes neurologiques : méningo-encéphalite, troubles du comportement et du sommeil, convulsions
- Anomalies osseuses
- Adénopathies
- Pneumonie

- Anomalies neurologiques
- Retard psychomoteur

#### Rubéole congénitale tardive
- Iridocyclite hétérochromique de Fuchs, (inflammation oculaire, fin d'enfance, début d'adolescence)
- Panencéphalite progressive (en), maladie rare du système nerveux central durant la seconde décennie[30]
- Diabète sucré tardif de type 1, insulinodépendant au cours de l'adolescence[41]. Un  changement histologique des cellules Beta pancréatiques par le virus  serait en cause[30]
- Autisme[42]
- Fibromyalgie, affection chronique caractérisée par des douleurs diffuses et persistantes.
- TDAH, trouble du neurodéveloppement, trouble déficit de l’attention avec ou sans hyperactivité.
- Syndrome similaire à la maladie d’Alzheimer, (fin d’enfance, début d’adolescence)

## Prévention
Il n'existe pas de traitement curatif spécifique. Les injections de gammaglobulines n'ont pu prouver leur efficacité.

### Vaccin
Il s'agit d'un vaccin vivant, à partir de souches de virus rubéoleux atténués. Apparu sur le marché en 1969, sous forme d'un vaccin monovalent, il existe en plusieurs formes combinées : bivalent (rubéole et rougeole), trivalente (plus oreillons), tétravalente (plus varicelle). La forme trivalente (ROR ou MMR en anglais) est la plus utilisée en Europe et en Amérique.

### Politiques vaccinales
Depuis la première utilisation du vaccin aux États-Unis en 1969, différentes politiques vaccinales ont été appliquées selon les pays et les époques, elles se donnaient différents objectifs. Celle qui est préconisée mondialement depuis l'an 2000 est celle de l'élimination globale de la rubéole (congénitale et post-natale).

#### Pas de vaccination
Elle correspond à l'époque pré-vaccinale ou aux pays qui ne peuvent ou ne veulent vacciner contre la rubéole. La maladie évolue par cycle épidémique « naturel » survenant principalement chez les jeunes enfants, mais une proportion variable d'enfants y échappe jusqu'à l'âge adulte, les filles formant un groupe réceptif susceptible d'être infecté en cours de grossesse. Il peut s'agir aussi de communautés relativement isolées où la rubéole ne circule pas, mais très vulnérables lors d'une introduction éventuelle du virus. On y trouve les plus forts taux de rubéole congénitale.

#### Élimination de la seule rubéole congénitale
C'est l'une des premières stratégies, adoptée en Grande-Bretagne dans les années 1970, et en France (1975-1982). Elle consiste à vacciner les filles entre 10 et 13 ans, et les femmes non immunisées en âge de procréer. Les garçons maintenant une circulation « naturelle » de virus sauvage, entretenant une immunité collective. Cette stratégie a échoué, elle n'a pas réduit significativement les rubéoles congénitales (difficulté de vacciner toutes les femmes réceptives, ou de rattraper les filles ayant échappé à la vaccination, 15 % de refus de vaccination chez les collégiennes britanniques, etc.).

#### Réduction de la circulation des virus
L'objectif est de protéger les femmes réceptives en vaccinant les enfants des deux sexes (une seule dose, avant l'âge de 2 ans). Une telle stratégie a été adoptée en France en 1983-1996, et dans de nombreux pays durant la même époque (années 1980). Elle a connu d'abord de bons résultats avec une chute spectaculaire des cas de rubéole congénitale. Toutefois elle a entrainé un déplacement de la rubéole vers des classes d'âges supérieures à 15 ans (à cause des échecs vaccinaux, le vaccin n'étant efficace qu'à 95 %), et dans un second temps une recrudescence de la rubéole congénitale, faisant craindre un retour à la case départ. Cela a été observé dans plusieurs pays en Suède (1973-1974 et 1979), aux États-Unis (1989-1991), en Espagne (1991), en Angleterre (1992-1993), et en France (1993-1994 et 1996-1997),. Si la couverture vaccinale est insuffisante, des modèles mathématiques prédisent même une augmentation de la rubéole congénitale.

#### Élimination globale de la rubéole
Elle consiste à vacciner tous les enfants deux fois (deuxième dose de rattrapage à 10-12 ans comme en Suède, ou à 5-6 ans comme en Finlande). Elle s'appuie aussi sur une vaccination systématique, ciblée en maternité, des jeunes femmes séronégatives après accouchement (pour protéger leurs grossesses ultérieures). Ces deux pays furent les premiers à appliquer une telle stratégie (Suède en 1980, Finlande en 1982). Ces deux pays ont éliminé la rubéole à la fin des années 1990.
Cette stratégie, couplée à une couverture vaccinale élevée, est communément utilisée depuis les années 2000. En 2018, sur les 194 États membres de l'OMS, 168 (86% des pays) ont introduit la vaccination contre la rubéole dans leur calendrier de vaccination : l'ensemble des pays des régions Europe, Amériques et Pacifique, 27 États sur 53 en Afrique, 16 sur 21 en Méditerranée Orientale, et 10 sur 11 en Asie du Sud-Est,.
Selon, l'OMS, le succès de l'élimination de la rubéole aux Amériques indique, qu'en principe, la rubéole pourrait être éradiquée partout dans le monde.